# Харківецька сільська рада
Харковецька сільська рада — колишній орган місцевого самоврядування у Лохвицькому районі Полтавської області з центром у селі Харківці.

## Населені пункти
Сільраді були підпорядковані населені пункти:
- c. Харківці
- c. Архипівка
- c. Западинці